# De Gerlacheberget
Der De Gerlacheberget (norwegisch) ist ein Berg im ostantarktischen Königin-Maud-Land. Im östlichen Teil des Gebirges Sør Rondane ragt er nördlich des Oberstbreen im äußersten Westen der Balchenfjella auf.
Wissenschaftler des Norwegischen Polarinstituts benannten ihn 1973 nach dem französischen Polarforscher Gaston de Gerlache de Gomery (1919–2006).